# Shigeo Onoue
Shigeo Onoue (尾上 恵生 Onoue Shigeo?), född 15 juli 1976 i Hiroshima prefektur, är en japansk före detta fotbollsspelare.
Onoue började sin karriär 1999 i Mito HollyHock. Han avslutade karriären 2000.